# Expo 2025
La Expo 2025 (2025年日本国際博覧会 2025-nen Nippon kokusai hakurankai?) es una Exposición Mundial organizada y regulada por la Oficina Internacional de Exposiciones (BIE) que se llevará a cabo en Osaka, Japón. Tendrá una duración de seis meses inaugurándose el 13 de abril y con fecha de clausura el 13 de octubre de 2025.
Esta es la tercera vez que Osaka alberga una Expo, tras haber realizado la Expo 70 y una Exposición Horticultural en 1990. Con la Expo 2025 se regresará al esquema tradicional de ciclos de 5 años entre cada Exposición Universal, mismo que había sido interrumpido cuando Dubái 2020 fue pospuesta un año debido a la pandemia de COVID-19. Se espera que la Expo 2025 reciba aproximadamente 28 millones de visitantes.

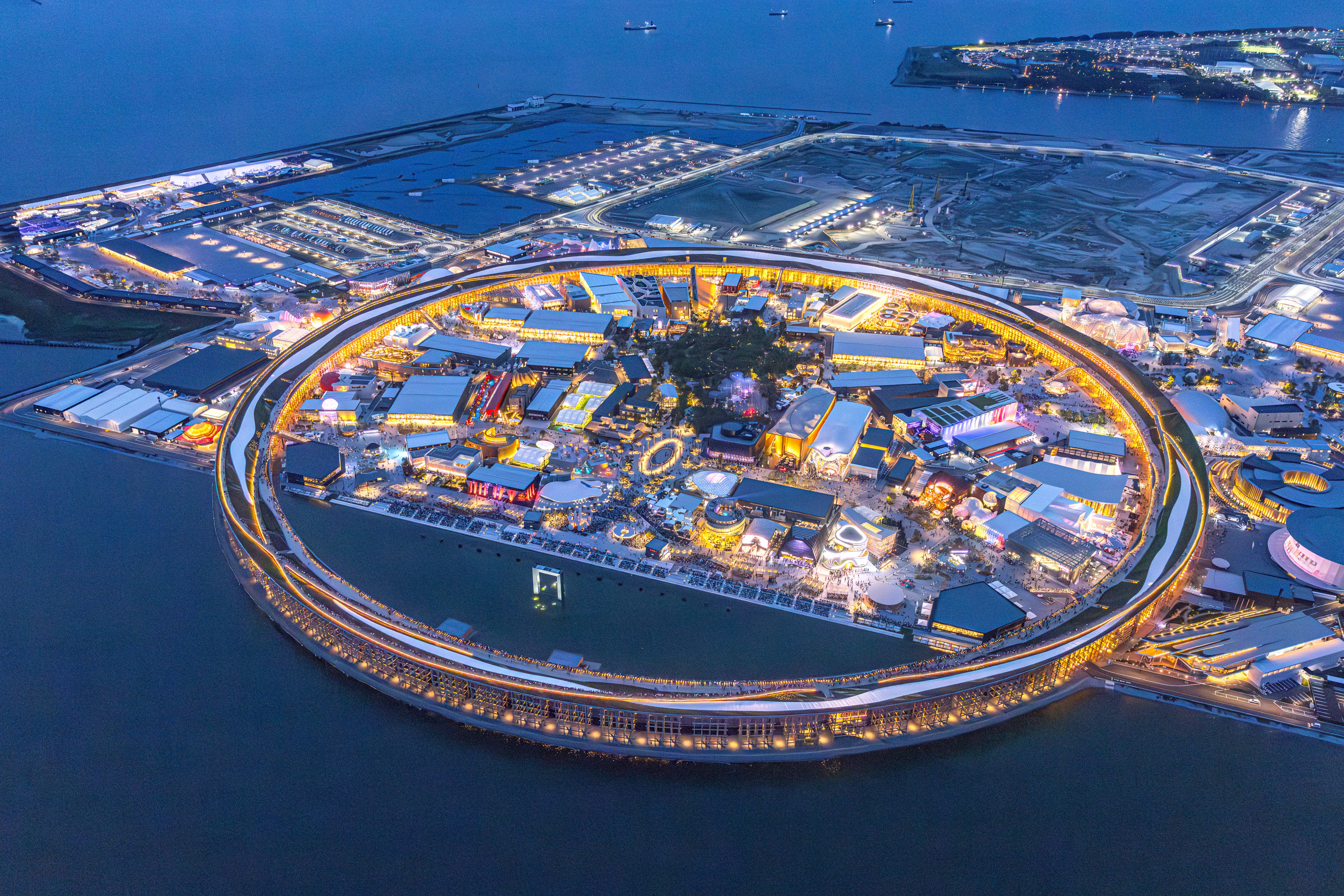

## Tema
El tema de la Expo es «Diseñando la Sociedad del Futuro para Nuestras Vidas», con los 3 subtemas: «Salvar vidas», «Empoderar vidas» y «Conectar vidas». El subtema «Salvar vidas» incluye asuntos como vacunas infantiles, saneamiento, estilo de vida (dieta y ejercicio) y aumento de la esperanza de vida.

## Localización y características
Situada en la isla artificial, denominada Yumeshima y construida en el paseo marítimo de la ciudad, el emplazamiento ofrece vistas panorámicas de la bahía de Osaka. Según Sou Fujimoto, el arquitecto encargado de desarrollar el plan maestro, «Como se encuentra en medio de la bahía de Osaka, no hay estructuras altas alrededor, por lo que ofrece una vista despejada del cielo en un círculo perfecto».
El recinto de la Expo tiene una superficie de 1,55 km2. Estará rodeado por una estructura circular de madera inspirada en la tradición histórica de Japón de construcciones que utilizan dicho material. Los visitantes podrán acceder a la azotea y pasear alrededor del recinto. Fujimoto destacó del recinto que «en la azotea, los visitantes pueden subir a una superficie elevada similar a una ladera, la cual les permite disfrutar del cielo y sentirse completamente inmersos en el entorno». En la zona central se ubicarán los pabellones de diversos países y de los sectores privados. Los eventos tendrán lugar en el paseo marítimo y habrá un espacio abierto para eventos al aire libre. El emplazamiento está siendo diseñado para promover la diversidad y la unidad.
En abril de 2023 comenzaron los trabajos de construcción en el principal escenario.

## Transporte
Se planea una extensión de la línea Chuo del metro de Osaka desde su terminal actual en la estación Cosmosquare, utilizando el túnel Yumesaki.

## Logotipo y mascota oficial

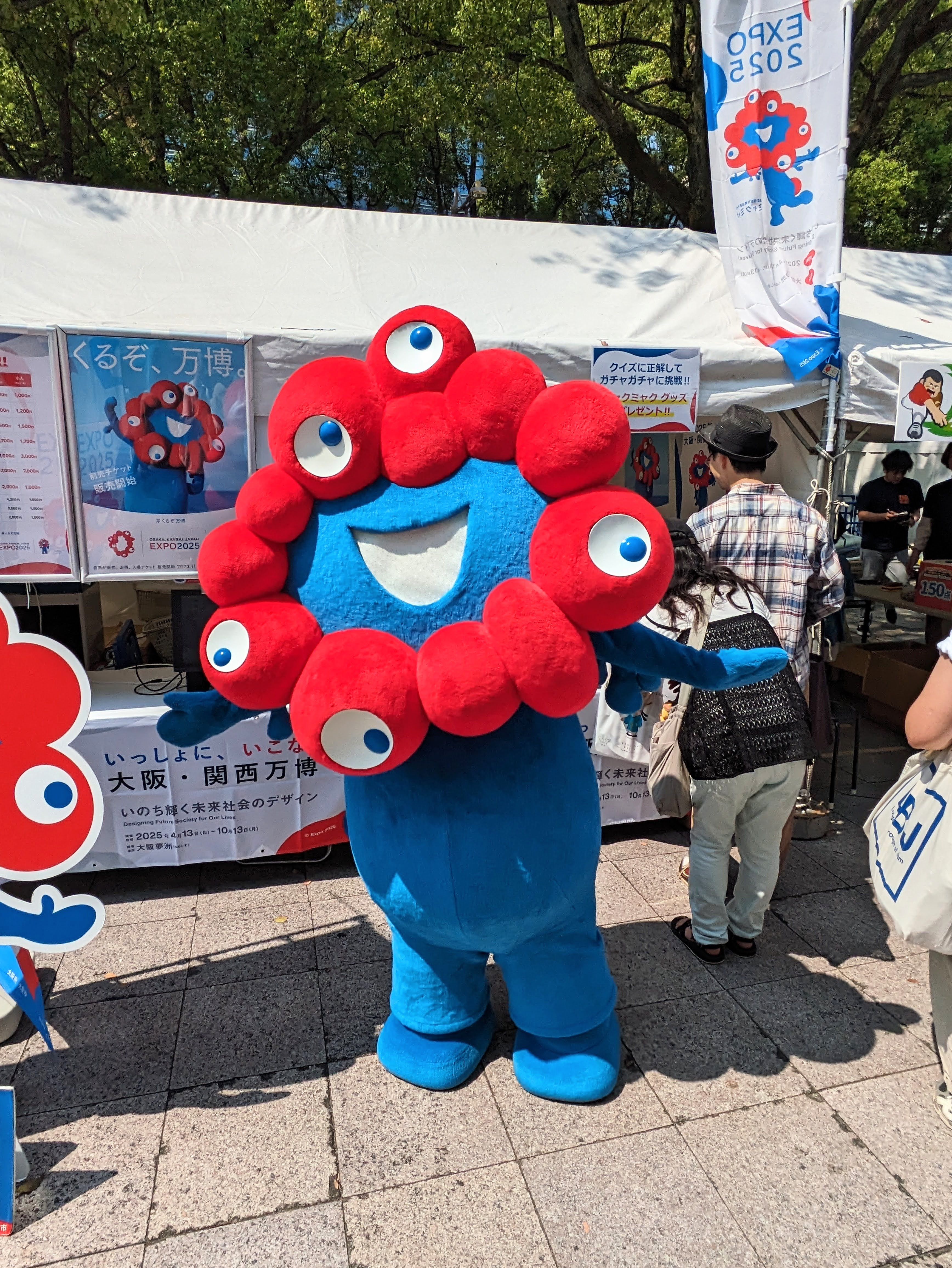
Myaku-Myaku, la mascota de la Expo 2025.

Con una participación superior a 5.000 inscritos en agosto de 2020 un jurado eligió el logotipo diseñado por Shimada Tamotu en forma de anillo irregular de círculos rojos. Tamotu explicó que los círculos representan células vivas, o una cadena de ADN, vinculándolo con el tema de la Expo 2025. 
Para la elección de la mascota se optó por un diseño abstracto, «Myaku-Myaku», ya que en ocasiones Osaka es descrita como la Ciudad del Agua de Japón, y por ello la mascota es un cambiaformas que puede cambiar de forma como el agua. El logotipo de Shimada Tamotu será el rostro de la mascota.

## Participantes
Los participantes confirmados para la Expo 2025 son:

### Países
| - Alemania - Argelia - Angola - Antigua y Barbuda - Arabia Saudita - Armenia - Australia - Austria - Azerbaiyán - Baréin - Bangladés - Barbados - Bélgica - Belice - Benín - Bolivia - Brasil - Brunéi - Bulgaria - Burkina Faso - Burundi - Bután - Cabo Verde - Camboya - Camerún - Canadá - Catar - Chile - China - China Taipéi (bajo el nombre de "Tech World") - Colombia - Comoras - Corea del Sur - Costa de Marfil - Croacia - Cuba - Dinamarca - Egipto - Emiratos Árabes - Eslovaquia - Eslovenia - España - Estados Unidos - Etiopía - Filipinas - Finlandia - Fiyi - Francia - Gabón - Gambia - Ghana - Granada - Guatemala - Guinea - Guinea Bissau - Guinea Ecuatorial - Guyana | - Haití - Honduras - Hungría - India - Indonesia - Irlanda - Islandia - Islas Salomón - Israel - Italia - Jamaica - Japón - Jordania - Kazajistán - Kirguistán - Kenia - Kosovo - Kuwait - Laos - Letonia - Lesoto - Liberia - Lituania - Luxemburgo - Macedonia del Norte - Madagascar - Malaui - Malasia - Mali - Malta - Islas Marshall - Mauricio - Mauritania - Estados Federados de Micronesia - Moldavia - Mónaco - Mongolia - Montenegro - Mozambique - Nauru - Nepal - Nigeria - Noruega - Omán - Países Bajos - Pakistán - Palaos - Palestina - Panamá - Papúa Nueva Guinea - Paraguay - Perú - Polonia - Portugal - Reino Unido - República Centroafricana - República Checa | - República Democrática del Congo - República Dominicana - Ruanda - Rumania - Samoa - San Cristóbal y Nieves - San Marino - San Vicente y las Granadinas - Santa Lucía - Santa Sede - Santo Tomé y Príncipe - Senegal - Serbia - Seychelles - Sierra Leona - Singapur - Somalia - Sri Lanka - Suazilandia - Sudán - Sudán del Sur - Suecia - Suiza - Surinam - Tailandia - Tanzania - Tayikistán - Timor Oriental - Togo - Tonga - Trinidad y Tobago - Túnez - Turquía - Turkmenistán - Tuvalu - Ucrania - Uganda - Uruguay - Uzbekistán - Vanuatu - Vietnam - Yemen - Yibuti - Zambia - Zimbabue |

### Organizaciones internacionales
- Alianza Solar Internacional
- Asociación de Naciones del Sudeste Asiático
- Foro de las Islas del Pacífico
- ITER
- Movimiento Internacional de la Cruz Roja y de la Media Luna Roja
- Organización de las Naciones Unidas
- Unión Africana
- Unión Europea

### Participantes retirados
- Afganistán
- Argentina[12]
- Botsuana[13]
- El Salvador[13]
- Estonia[14]
- Grecia[15]
- Irán[13]
- México[14]
- Níger
- Niue
- Rusia[16]
- Sudáfrica[13]

## Directores
Los directores de la Expo se anunciaron el 23 de mayo de 2019 e incluyen a Hiroyuki Ikeda, Kengo Sakurada, Hirofumi Yoshimura (Gobernador de Osaka) e Ichiro Matsui (Alcalde de Osaka); con Hiroyuki Ishige como Secretario General, e Hiroyuki Takeuchi y Manatsu Ichinoki actuando ambos como Vicesecretarios Generales.
El actual Presidente y Director Representante de la Asociación Japonesa para la Exposición Mundial 2025 es Masakazu Tokura, Presidente de la Federación Empresarial de Japón, quien ha ocupado el cargo desde junio de 2021.

## Ratificación, candidatura y selección de la ciudad anfitriona

### Ratificación
El expediente de registro para el proyecto de Osaka con el plan detallado, las fechas operativas propuestas (del 13 de abril al 13 de octubre de 2025) y el uso posterior del recinto fue enviado al BIE para su revisión.

### Candidaturas oficiales
El 22 de noviembre de 2016, Francia presentó al BIE su candidatura para realizar la Exposición Universal de 2025; dicha presentación abrió el proceso de candidaturas para que se inscribieran las demás ciudades interesadas.  Los aspirantes a organizar la Expo 2025 tuvieron hasta el 22 de mayo de 2017 para presentar sus proyectos y posteriormente siguió la fase de evaluación de candidaturas.
- Bakú, Azerbaiyán – La capital azerbaiyana entró a la competencia antes de la fecha límite[21] con una propuesta centrada en el tema «Desarrollando Capital Humano, Construyendo un mejor Futuro».
- Osaka, Japón – Osaka hizo oficial su candidatura el 24 de abril de 2017[22] con el tema: «Diseñando la Sociedad del Futuro para Nuestras Vidas».[23]
- Ekaterimburgo, Rusia – La ciudad rusa se postuló el 22 de mayo de 2017[24] bajo el tema: «Cambiando al Mundo: Innovaciones y Mejor Vida para las Generaciones Futuras».

### Candidaturas retiradas
- París, Francia –  La primera candidatura en presentarse[25] lo hizo con el tema «Compartiendo Nuestro Conocimiento, Cuidando Nuestro Planeta», sin embargo fue cancelada el 21 de enero de 2018 debido a las preocupaciones financieras y las protestas contra Emmanuel Macron.[26]

### Votación
Se llevó a cabo una votación secreta para seleccionar al ganador en la 164.ª Asamblea General del BIE el 23 de noviembre de 2018. La primera votación otorgó 85 votos a Osaka, 48 votos a Ekaterimburgo y 23 votos a Bakú, con lo cual esta última quedó eliminada. La votación de la segunda ronda resultó en la victoria japonesa con 92 votos para Osaka y 61 para Ekaterimburgo.